# Leif Christensen (sociolog)
 Der er flere personer med dette navn, se Leif Christensen.
Leif Christensen er en dansk kultursociolog. Han er den første der blev færdiguddannet i faget på Københavns Universitet, senere blev han lærer i faget. I en periode var han universitetets prorektor, og efterfølgende har han været konsulent i internationalt samarbejde.